# 次烟煤
次烟煤（英語：Sub-Bituminous coal），是一种介于烟煤与褐煤之间的煤炭。主要用作火力發電廠的燃料。燃烧热值为19,306到26,749 kJ/kg. 由于含有较高的空气与水分，易于自燃。